# Biskupska konferencija Jugoslavije
Biskupska konferencija Jugoslavije bila je biskupska konferencija Katoličke Crkve koja je pokrivala područje Kraljevine i SFR Jugoslavije.
Prva ovakva konferencija ustanovljena je za vrijeme Kraljevine SHS u studenome 1918. Posljednje zasjedanje održano je 1993. godine, kada iz dotadašnje BKJ izdvojene nacionalne biskupske konferencije, njezine nasljednice:
- Hrvatska biskupska konferencija
- Biskupska konferencija Bosne i Hercegovine
- Slovenska biskupska konferencija
- Međunarodna biskupska konferencija sv. Ćirila i Metoda